# 龜子頭 (國姓鄉)
龜子頭，原寫為龜仔頭，是台灣南投縣國姓鄉的一個傳統地域名稱，位於該鄉西部。相較於今日行政區，其範圍大致包括福龜村、柑林村西北端邊界地帶。

## 歷史
台灣清治末期至日治初期，龜子頭地區為一街庄，稱為「龜仔頭庄」，隸屬於北港溪堡。該庄西及北隔烏溪與墘溪灣庄為界，東與柑仔林庄為鄰，南邊為雙冬庄。
1901年（日治明治三十四年）11月，全台廢縣廳改設二十廳，該庄隸屬於南投廳。1903年（明治三十六年）6月，該庄編入「北港溪區」，隸屬於南投廳。1909年（明治四十二年）10月，合併二十廳為十二廳，北港溪區仍隸屬於南投廳。1920年（大正九年），全台地方制度大改正，廢十二廳改設五州二廳，該庄改制並雅化為「龜子頭」大字，隸屬於臺中州新高郡國姓庄。
戰後國姓庄改制為國姓鄉，隸屬於臺中縣，大字亦改制為村。1950年10月，中、彰、投分治，國姓鄉改隸屬南投縣。

## 聚落
本地區發展較早的聚落有龜仔頭（福龜）、墘溝（龜溝）等，在日治期初期的官方地圖上已有記載。此外，本地區尚有肉桂湖、冷岸，九佃、福城等聚落。

## 交通
國道6號又稱「水沙連高速公路」，是霧峰至埔里的橫貫高速公路，大致以西南—東北走向由本地區南部邊界西側入境後，繞大彎轉西北西—東南東走向進入國姓一號隧道，再轉西向東由本地區東部邊界中央偏南處出境。境內設有國姓交流道，以連絡道與省道台14線相接。由此向西南可前往草屯、萬斗六的舊正、丁臺南部並止於國道3號霧峰系統交流道；向東可前往北山坑、埔里西郊的愛蘭、埔里、埔里端並止於省道台14線路口。
省道台14線（中正路一段～二段）是彰化至南投廬山的幹道，大致以南南西—北北東走向由本地區南部邊界中央偏西處入境後蜿蜒而行，經國道6號高架橋下、國姓交流道連絡道路口後轉東北微北再繞大彎轉東北東出境。由該道路向南南西轉西南西可前往草屯、芬園、彰化中庄子並止於省道台1線路口；向東北東繞彎道轉南南東可前往國姓市區西南郊、埔里、仁愛（霧社）、廬山等地。
縣道136號（中埔產業道路）是臺中市龍井區至南投縣國姓鄉龜溝的道路，其東南側端點位於本地區北部龜溝聚落西南側的省道台14線路口。由此向北北西轉東北東再轉北微西過烏溪乾峰橋出境後，可前往太平、臺中市區、南屯、大肚東北部邊界地帶、龍井東部、沙鹿西南部、梧棲與龍井交界地帶並止於省道台17線路口。

## 學校
- 福龜國小